# Castelbuono
Castelbuono este o comună în provincia Palermo, Sicilia, sudul Italiei. 

## Cappella di S. Anna nel Castello dei Ventimiglia
În această capelă se păstrează din anul 1456 relicvele sfintei Ana, patroana localității Castelbuono.

## Demografie
În 2011 avea o populație de 9.161 de locuitori.
Castelbuono - evoluția demografică

|  | Graficele sunt indisponibile din cauza unor probleme tehnice. Mai multe informații se găsesc la Phabricator și la wiki-ul MediaWiki. |

Date: Recensăminte sau birourile de statistică - grafică realizată de Wikipedia

## Galerie de imagini

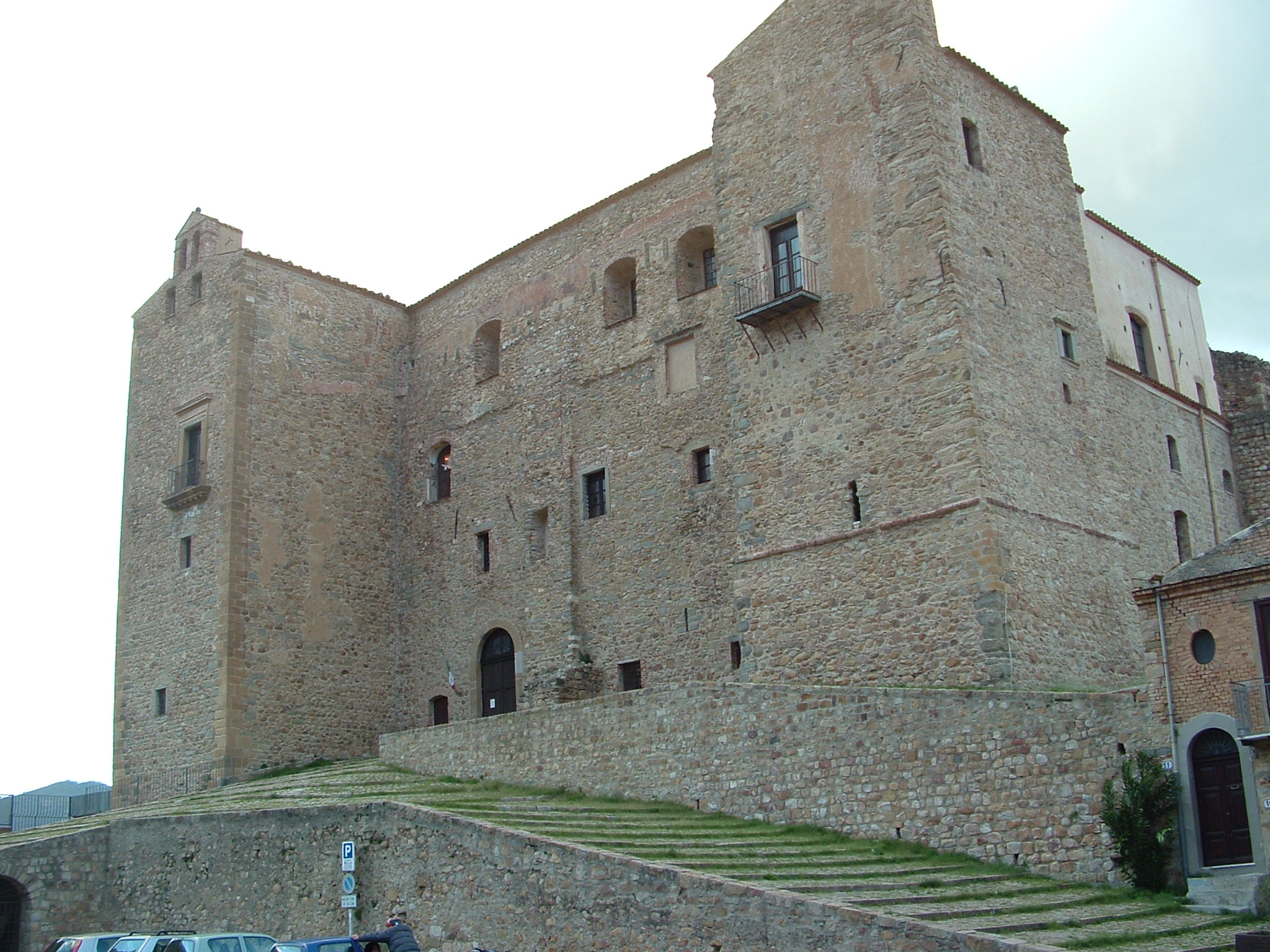
Castelul din Castelbuono
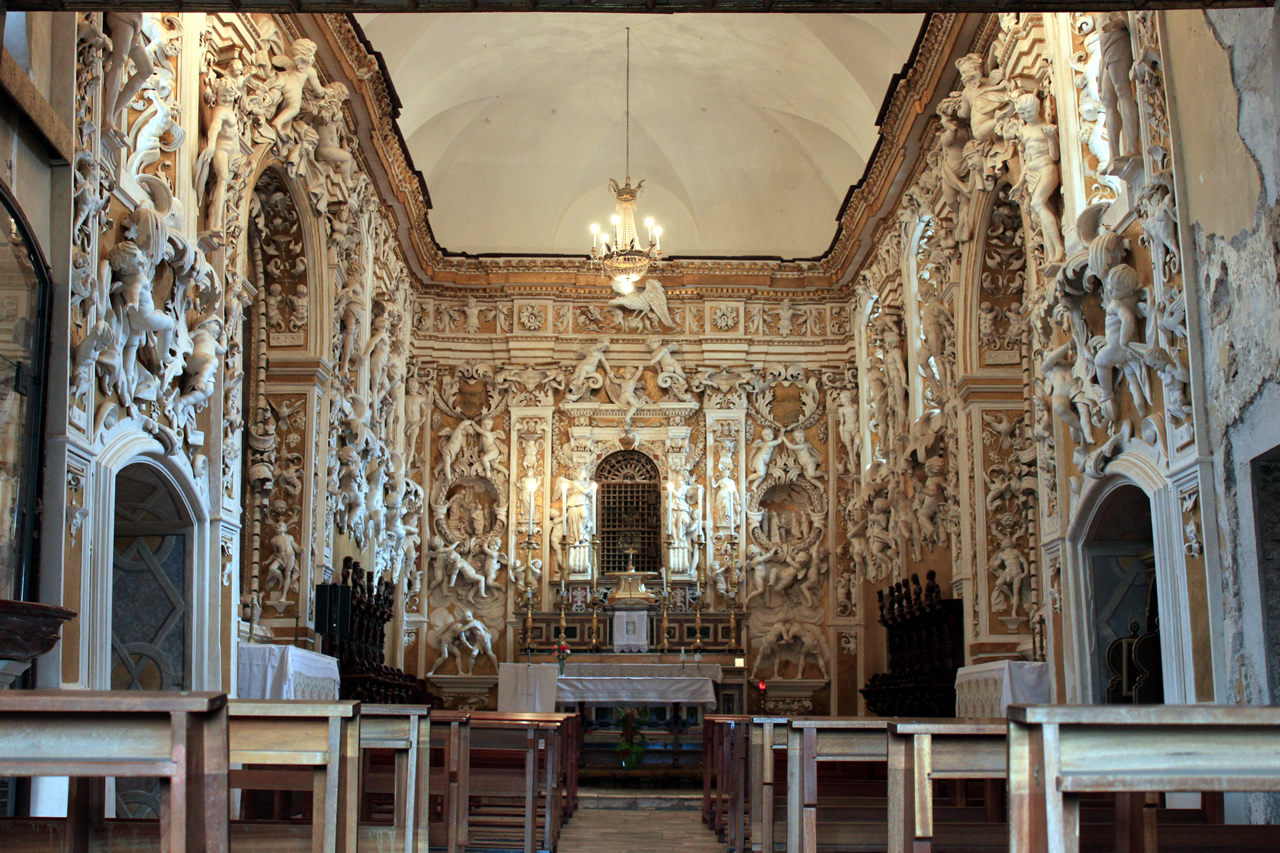
„Cappella di S. Anna nel Castello dei Ventimiglia“ din Castelbuono